# Eragrostis squamata
Eragrostis squamata är en gräsart som först beskrevs av Jean-Baptiste de Lamarck, och fick sitt nu gällande namn av Ernst Gottlieb von Steudel. Eragrostis squamata ingår i släktet kärleksgrässläktet, och familjen gräs. Inga underarter finns listade i Catalogue of Life.